# Thomas Jaggar
Thomas Jaggar ou Thomas Augustus Jaggar, Jr. (né le 24 janvier 1871 à Philadelphie, Pennsylvanie, mort le 17 janvier 1953 à Honolulu, Hawaï) est un volcanologue américain notamment connu pour avoir créé l'observatoire volcanologique d'Hawaï en 1912 et l'avoir dirigé jusqu'en 1940.

## Biographie

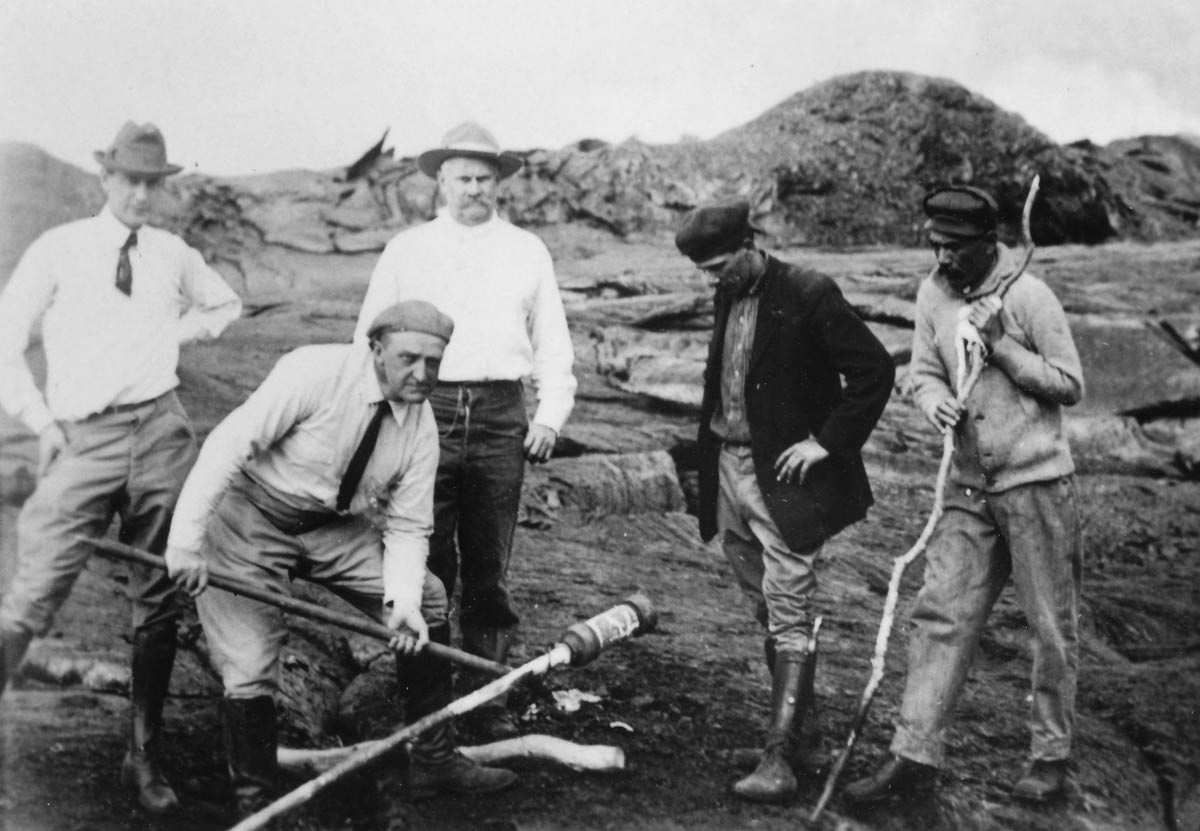
Lorrin Thurston (debout au centre) derrière Thomas Jaggar (au centre tenant l'outil) au sommet du Kīlauea en 1917.

Thomas Jaggar fait ses études à l'université Harvard où il décroche un doctorat de géologie en 1897. Il est ensuite employé dans le laboratoire de géologie de l'université. En 1902, il fait partie de la délégation américaine de scientifiques partis étudier la montagne Pelée après son éruption de 1902. Ses voyages dans le monde entier se poursuivront après son entrée au Massachusetts Institute of Technology en 1906, notamment sur les lieux d'importants séismes et éruptions : Italie, îles Aléoutiennes, Japon, Amérique centrale, etc.
Au cours d'un voyage à Hawaï en 1909, il visite le Kīlauea et décide de consacrer le reste de sa vie à la création du premier observatoire volcanologique américain sur les flancs de ce volcan. Il rencontre alors Lorrin Thurston, homme d'affaires hawaïen qui œuvre pour la création de ce qui deviendra le parc national des volcans d'Hawaï. Les fonds sont rapidement réunis et l'observatoire est créé en 1912 par la construction du premier bâtiment, un petit local adjacent au Volcano House, sur le rebord oriental de la caldeira sommitale. Jaggar en est le directeur et cherche les premières années à réunir plus de fonds privés mais aussi du gouvernement fédéral. D'abord rattaché au National Weather Service, l'observatoire passe en 1924 sous le contrôle du United States Geological Survey. Jaggar occupe le poste de directeur de l'observatoire jusqu'en 1940 et il meurt en 1953. De nouveaux bâtiments sont construits sur le rebord occidental de la caldeira. À l'occasion d'un agrandissement des locaux, ces anciens bâtiments sont occupés depuis 1986 par le Jaggar Museum nommé en l'honneur de l'ancien directeur.

## Ouvrages

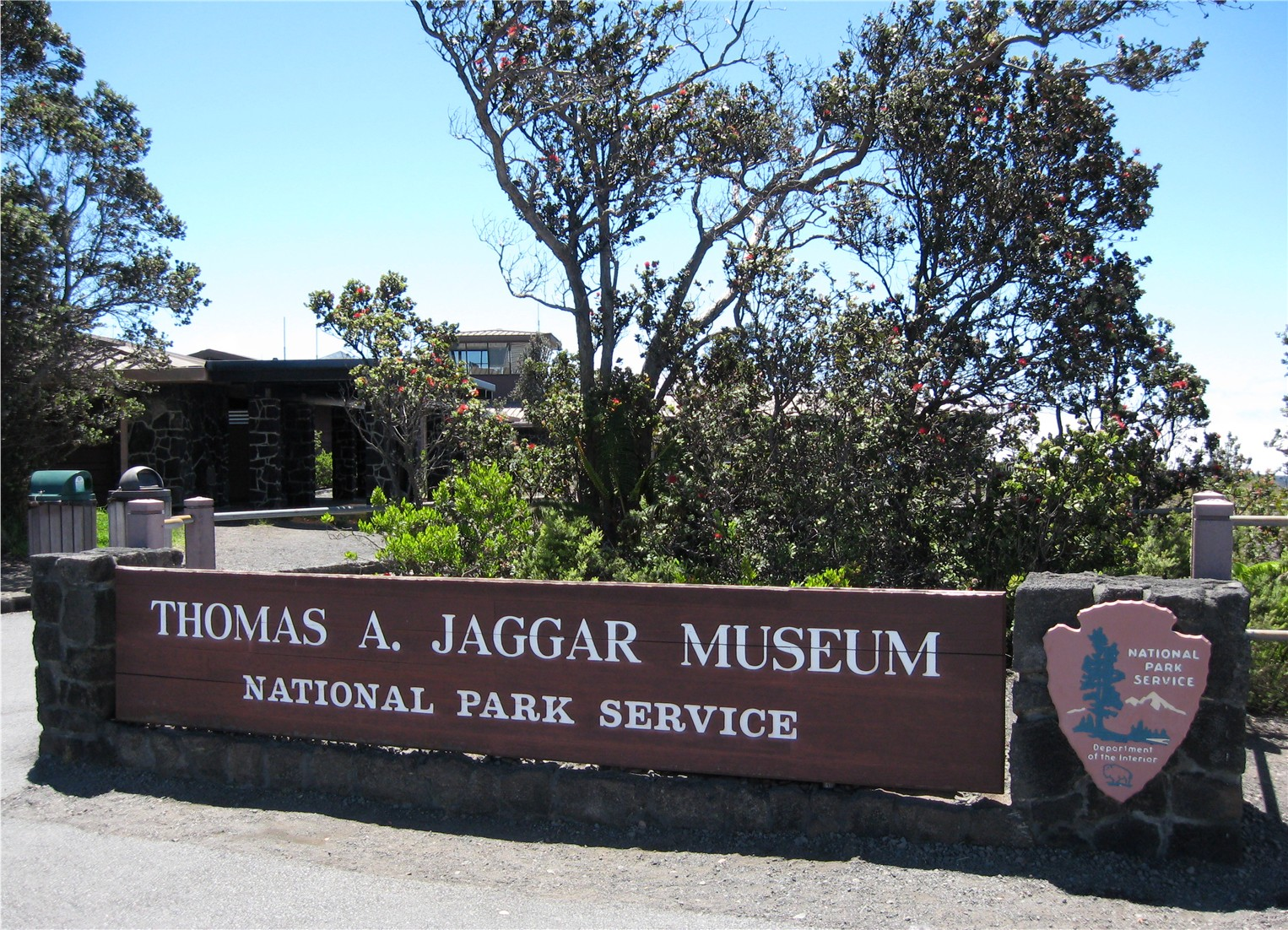
Entrée du Jaggar Museum en 2009.

- (en) Thomas Augustus Jaggar, Some conditions affecting geyser eruptions, 1898, 333 p. (présentation en ligne)
- (en) Thomas Augustus Jaggar, The personality of truth, T. Whittaker, 1900, 106 p. (présentation en ligne)
- (en) Thomas Augustus Jaggar, Volcanoes declare war : Logistics and strategy of Pacific volcano science, Paradise of the Pacific, 1945, 166 p. (présentation en ligne)
- (en) Thomas Augustus Jaggar, Origin and development of craters, Geological Society of America, 1947, 508 p. (présentation en ligne)
- (en) Thomas Augustus Jaggar, Steam blast volcanic eruptions : a study of Mount Pelée in Martinique as type volcano, The Hawaiian Volcano Research Association, 1949, 137 p. (présentation en ligne)
- (en) Thomas Augustus Jaggar, Union through the ages, Paradise of the Pacific, 1950, 84 p. (présentation en ligne)
- (en) Thomas Augustus Jaggar, My experiments with volcanoes, Hawaiian Volcano Research Association, 1956, 198 p. (présentation en ligne)
- (en) Thomas Augustus Jaggar et Bruce H. Blevins, Absaroka Mountains 1893 and 1987, Jaggar's diaries and photographs, WIM Marketing, 2002, 108 p. (ISBN 9781893771062, présentation en ligne)
- (en) Thomas Augustus Jaggar et Robert Tracy Jackson, Studies of Melonites Multiporus, Kessinger Publishing (réimpr. 2010), 144 p. (ISBN 9781166954376, présentation en ligne)
- (en) Thomas Augustus Jaggar, The Man of the Ages, and Other Recent Sermons, BiblioBazaar (réimpr. 2011), 424 p. (ISBN 9781179108285, présentation en ligne)
- (en) Thomas Augustus Jaggar, Seismometric investigation of the Hawaiian lava column, 275 p. (présentation en ligne)

## Référence
- (en) Cet article est partiellement ou en totalité issu de l’article de Wikipédia en anglais intitulé « Thomas Jaggar » (voir la liste des auteurs).